# 工藤光輝
工藤 光輝（くどう みつてる、1991年8月23日 - ）は、北海道勇払郡厚真町出身の元プロサッカー選手、サッカー指導者。現役時代のポジションは、フォワード。

## 来歴
小学校2年でサッカーを始める。2007年、コンサドーレ札幌U-18に入団し、2009年にはJFAプリンスリーグ北海道で得点王を獲得した。トップチーム昇格を果たすことができず、2010年に阪南大学へ進学。3年時にはエースストライカーとして総理大臣杯優勝に大きく貢献し、関西学生サッカー特別賞を受賞。デンソーカップチャレンジサッカーでは関西学生選抜として参加し、MVPに選ばれた。2013年6月、ユース時代を過ごした古巣のコンサドーレ札幌に特別指定選手として選手登録。
2014年より、コンサドーレ札幌へ正式に入団。
2015年、J3・SC相模原へ期限付き移籍。同年7月にグルージャ盛岡へ期限付き移籍。
2016年シーズン終了後、契約満了に伴いコンサドーレ札幌、およびグルージャ盛岡を退団し現役を引退。2017年からはヴェルディ岩手でサッカー指導者に就任。小中学生を中心にサッカーの指導にあたっている。

## 所属クラブ
ユース経歴
- 厚真FCキッカーズ (厚真町立厚真中央小学校)
- あつまスポーツクラブU-15 (厚真町立厚真中学校)
- 2007年 - 2009年 コンサドーレ札幌U-18(北海道札幌西陵高等学校)
- 2010年 - 2013年 阪南大学
  - 2013年6月 - 同年12月  コンサドーレ札幌 (特別指定選手)

プロ経歴
- 2014年 - 2016年  コンサドーレ札幌
  - 2015年1月 - 同年7月 SC相模原 (期限付き移籍)
  - 2015年7月 -2016年  グルージャ盛岡 (期限付き移籍)

## 個人成績
| 国内大会個人成績 | 国内大会個人成績 | 国内大会個人成績 | 国内大会個人成績 | 国内大会個人成績 | 国内大会個人成績 | 国内大会個人成績 | 国内大会個人成績 | 国内大会個人成績 | 国内大会個人成績 | 国内大会個人成績 | 国内大会個人成績 |
| 年度             | クラブ           | 背番号           | リーグ           | リーグ戦         | リーグ戦         | リーグ杯         | リーグ杯         | オープン杯       | オープン杯       | 期間通算         | 期間通算         |
| 年度             | クラブ           | 背番号           | リーグ           | 出場             | 得点             | 出場             | 得点             | 出場             | 得点             | 出場             | 得点             |
| 日本             | 日本             | 日本             | 日本             | リーグ戦         | リーグ戦         | リーグ杯         | リーグ杯         | 天皇杯           | 天皇杯           | 期間通算         | 期間通算         |
| ---------------- | ---------------- | ---------------- | ---------------- | ---------------- | ---------------- | ---------------- | ---------------- | ---------------- | ---------------- | ---------------- | ---------------- |
| 2011             | 阪南大           | 22               | -                | -                | -                | -                | -                | 0                | 0                | 0                | 0                |
| 2013             | 札幌             | 34               | J2               | 5                | 0                | -                | -                | -                | -                | 5                | 0                |
| 2014             | 札幌             | 34               | J2               | 7                | 0                | -                | -                | 1                | 1                | 8                | 1                |
| 2015             | 相模原           | 26               | J3               | 1                | 0                | -                | -                | -                | -                | 1                | 0                |
| 2015             | 盛岡             | 13               | J3               | 12               | 1                | -                | -                | 0                | 0                | 12               | 1                |
| 2016             | 盛岡             | 13               | J3               | 1                | 0                | -                | -                | 0                | 0                | 1                | 0                |
| 通算             | 日本             | 日本             | J2               | 12               | 0                | -                | -                | 1                | 1                | 13               | 1                |
| 通算             | 日本             | 日本             | J3               | 14               | 1                | -                | -                | 0                | 0                | 14               | 1                |
| 通算             | 日本             | 日本             | 他               | -                | -                | -                | -                | 0                | 0                | 0                | 0                |
| 総通算           | 総通算           | 総通算           | 総通算           | 26               | 1                | -                | -                | 2                | 1                | 26               | 2                |

- 2013年は特別指定選手
- Jリーグ初出場 - 2013年6月29日 J2第21節 vsザスパクサツ群馬（正田醤油スタジアム群馬）
- 公式戦初得点 - 2014年8月6日 天皇杯2回戦 vstonan前橋サテライト（札幌厚別公園競技場）

## タイトル

### クラブ
阪南大学
- 関西学生サッカーリーグ1部 (2010年、2012年)
- 関西学生サッカー選手権大会 (2011年)
- 総理大臣杯全日本大学サッカートーナメント (2012年)

関西学生選抜
- デンソーカップチャレンジサッカー (2012年)

### 個人
- JFAプリンスリーグU-18北海道 得点王 (2009年)
- 関西学生サッカーリーグ1部 関西学生サッカー特別賞 (2012年)
- デンソーカップチャレンジサッカー 最優秀選手 (2012年)
- デンソーカップチャレンジサッカー ベストイレブン (2012年)